# Pipiza convexifrons
Pipiza convexifrons är en tvåvingeart som beskrevs av Violovitsh 1985. Pipiza convexifrons ingår i släktet gallblomflugor, och familjen blomflugor. Inga underarter finns listade i Catalogue of Life.